# Javi García
Javi García (pronunciado: [xaβi ɣarˈθi.a; Mula, 8 de fevereiro de 1987) é um ex-futebolista espanhol que atuava como volante e zagueiro.
Ele iniciou sua carreira pelo Real Madrid, mas jogou maioritariamente pela equipa B, depois assinou um contrato de três anos com o Benfica. Em 2012, assinou pelo Manchester City.
Representou a Seleção Espanhola em vários escalões jovens, incluindo o de sub-19, onde foi vitorioso no campeonato europeu da categoria em 2006, e fez a sua estreia pela Seleção A em 2012.
Anunciou a sua retirada em 22 de junho de 2022.
A 24 de junho de 2022, é anunciado o seu regresso ao Benfica como treinador-adjunto, integrando a equipa técnica de Roger Schmidt.

## Carreira

### Real Madrid
Produto da academia de futebol do Real Madrid, Javi Garcia estreou-se na equipa principal num jogo frente ao Levante UD com uma goleada por 5-0 a 28 de Novembro de 2004. Na época seguinte viria a representar a Equipa B do Real.
No verão de 2006, García venceu com a seleção sub-19 de Espanha o Campeonato Europeu, impressionando inclusive a equipa principal do Real Madrid e o seu treinador, Fabio Capello.

### Sport Lisboa e Benfica
Na época 2009-10, Javi García assinou contrato com o Benfica, mudando-se assim para a capital portuguesa numa transferência que custou 7,5 milhões de euros aos cofres do clube da Luz. Os seus direitos desportivos e económicos fazem agora parte do Benfica, que possui uma cláusula de rescisão no valor de 30 milhões de euros num vínculo que o mantém ligado ao clube encarnado durante 5 épocas desportivas.
No Benfica, Javi García terá a oportunidade de alinhar com o seu antigo companheiro do Real Madrid, Javier Saviola, que foi também adquirido em 2009/2010 pelo clube lisboeta.
É neste período que García afirma que não deu um passo atrás na carreira, já que representava um grande clube mas que ainda assim, iria representar outro grande clube europeu que lhe ia oferecer ainda mais oportunidades. Após o Torneio de Amesterdão, ganho pelo Benfica, o técnico encarnado, Jorge Jesus, afirmou estar impressionado com a capacidade física e cultura táctica de Javi García por ter apenas 22 anos e ser um excelente jogador. [carece de fontes?]
Javi García iniciou-se da melhor forma no clube, tendo vindo a ser titular em todas as partidas e mostrando-se ser uma peça fundamental no esquema táctico de Jorge Jesus, apontando o seu primeiro golo logo à 3ª jornada da liga, na goleada de 8-1 imposta ao Vitória de Setúbal. Foi também elogiado por Vicente del Bosque que já começa a ponderar a sua convocatória para o principal escalão da selecção espanhola, tendo declarado que pretende ir pessoalmente observar o jogador ao Estádio da Luz. A sua primeira temporada na Luz é muito positiva tendo sido um dos vários pilares da equipa. As suas boas exibições não passaram despercebidas e conseguiu despertar no interesse de vários tubarões da Europa, mais especificamente de Itália e Inglaterra.[carece de fontes?]
A segunda época ao serviço dos encarnados não correu bem no colectivo, mas Javi García manteve o seu bom nível exibicional, o que continuou a despertar o interesse de vários colossos europeus. Apesar de todo esse interesse, Javi, um dos "meninos bonitos" da Luz, continuava a dizer que se sentia muito bem no Benfica, dizendo inclusive que nunca tinha sentido tanto uma camisola como a do Benfica.
É para muitos considerado o melhor médio defensivo a atuar no campeonato Português o que fez com que despertasse cobiça de muitos colossos europeus, tais como Milan ou Manchester United ... a sua capacidade defensiva e também atacante fazem dele um médio defensivo moderno e faz com seja decisivo em muitos jogos importantes. Foi internacional pela Espanha num encontro amigável contra a Servia, mostrando aqui todo o seu valor ao ser internacional pela melhor seleção do momento, seleção que mais tarde se viria a sagrar pela segunda vez consecutiva campeã da Europa.
| “ | Quero tornar-me no Capitão do Benfica.. | ” |

| “ | É no Benfica que estou a viver a melhor fase da minha vida e quero ficar muitos anos aqui. | ” |

Não foi apenas por declarações como estas que Javi García conseguiu conquistar o coração dos benfiquistas, foi também graças ao sacrifício e empenho que demonstra dentro de campo que conseguiu alcançar esse feito.
No dia 14 de Setembro de 2011, Javi García atingiu o jogo 100 pelo Benfica num jogo contra o Manchester United no Estádio da Luz em Lisboa que terminou empatado (1-1). Após o encontro, Javi García disse que teria sido bonito ter ganho naquele que foi o seu jogo centenário, mas disse ter ficado muito feliz pela exibição da equipa.
No dia 9 de março, Javi García renovou contrato com o clube, prolongando-o até 2017.

### Manchester City
A 31 de agosto de 2012, Javi Garcia assinou pelo Manchester City, num negócio que rendeu 20 milhões de euros ao Benfica. Estreou-se num jogo com o Stoke City no dia 15 de setembro de 2012, num jogo que acabou 1-1.

### Zenit Petersburgo
A 14 de agosto de 2014, assinou pelo Zenit Petersburgo por £13 milhões.

### Betis
Em 2017, regressa ao futebol espanhol, assinado pelo Betis.

### Boavista
Em 2020, regressa ao futebol português para jogar pelo Boavista, que viria a ser o último clube da sua carreira futebolística enquanto jogador.

## Seleção Espanhola
Javi García fez a sua primeira internacionalização pela Seleção A espanhola num particular de preparação para o Euro 2012 contra a Sérvia. Javi entrou ao minuto 68, curiosamente no mesmo minuto que entrara também em campo o seu colega sérvio do Benfica, Nemanja Matić. A Roja, ganhou o jogo por 2-0.

## Títulos
Seleção Espanhola
- Eurocopa Sub-19: 2006

Real Madrid B
- Campeonato da Segunda Divisão:2004–05

Real Madrid
- Supertaça de Espanha: 2008

Benfica
- Campeonato Português : 2009-10
- Taça da Liga: 2009-10; 2010-11; 2011-12

Manchester City
- Copa da Liga Inglesa: 2013-14
- Campeonato Inglês: 2013–14